# The Forest
|  | Denne artikel er oprettet af botten Steenthbot ud fra en ekstern database. Den kan derfor have sproglige fejl eller mangler. Denne skabelon kan fjernes efter kontrol af indholdet. |

The Forest er en dansk kortfilm fra 2011 instrueret af Margaret Brown.

## Medvirkende
- Carsten Bjørnlund, Mand
- Anne Louise Hassing, Kvinde
- Tine Pohl, Pige